# Okenia hiroi
Okenia hiroi (Baba, 1938) è un mollusco nudibranchio della famiglia Goniodorididae.

## Distribuzione e habitat
Rinvenuta al largo della coste dell'oceano Pacifico occidentale, in Corea, in Giappone e ad Hong Kong.